# Vendel
Pour les articles homonymes, voir Vendel (homonymie).
Vendel est une ancienne commune française située dans le département d'Ille-et-Vilaine en région Bretagne, peuplée de 406 habitants. Le 1er janvier 2019, elle a fusionné avec Saint-Georges-de-Chesné, Saint-Jean-sur-Couesnon et Saint-Marc-sur-Couesnon pour former la commune de Rives-du-Couesnon.

## Géographie
La commune est située à 38 km au nord-est de Rennes et à 45 km au sud du mont Saint-Michel dans le pays de Fougères. Elle est proche de l'A84 (8/10 km).
Les communes limitrophes sont La Chapelle-Saint-Aubert, Billé, Saint-Georges-de-Chesné et Saint-Jean-sur-Couesnon.

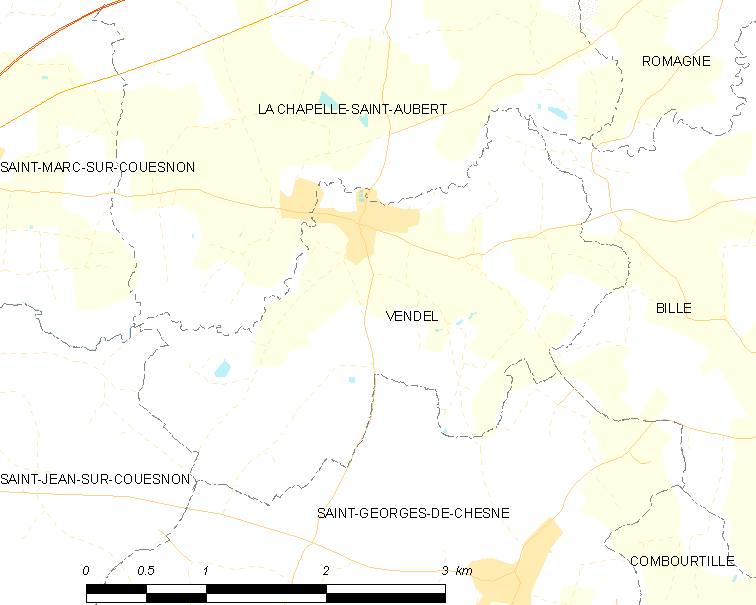
Carte de la commune de Vendel

|                         | La Chapelle-Saint-Aubert |                         |
| Saint-Jean-sur-Couesnon | Vendel                   | Billé                   |
|                         |                          | Saint-Georges-de-Chesné |

## Toponymie
Attestations anciennes, : 
- Vindelo vico (Ve siècle) ;
- Vendelo (XIe) ;
- Ecclesia de Vendels (XIe) ;
- Parochia de Vendello (1516).

Étymologie :
Xavier Delamarre voit dans Vendel un ancien uindellon, désignant « le domaine de Vindellos », variante d'un nom de personne gaulois attesté : Vindillos.
Le radical est celui de l'adjectif gaulois uindos qui signifie « blanc », « heureux ». Ce radical se rencontre fréquemment en toponymie, notamment dans des noms de cours d'eau (Vende, Vendée, Vendaine, etc.). Il est probable qu'il soit chargé de beaucoup de symbolisme, mais il serait hasardeux de l'affirmer pour le nom de Vendel, s'il est formé sur un nom de personne.
Vendel a donné son nom au pagus vendellensis (un pagus était une circonscription religieuse et politique du haut Moyen Âge), probablement ancienne division de la cité des Riedones ; ce pagus vendellensis fut un temps un doyenné (doyenné de Vendel) et  est à l'origine de la région dénommée Vendelais.
En Suède, Vendel est aussi le nom de la paroisse, située dans la province du Uppland, qui a donné son nom à l'âge de Vendel, période historique ayant précédé l'âge des Vikings.
Le nom de la commune est Gwennel en breton.[réf. nécessaire]

## Histoire
Découverte de vestiges de tuiles gallo-romaines ainsi que deux tombes de l'époque mérovingienne en bon état de conservation, près du calvaire en novembre 2005.
La commune s'est fait connaître du grand public lorsque le maire a reçu un courrier, le 27 décembre 2007, avec un don anonyme 30 000 € pour la restauration de l'église.
Une confusion entre Vendeu en gallo, Vendel en français et la ville de Vendôme, serait à l'origine d'une erreur sur la localisation du lieu où est mort le roi breton Nominoë. Les prérogatives guerrières et défensives des bretons, proches de leurs frontières, et une reconnaissance détaillée du terrain sur base des chroniques franques et bretonnes laissent penser que Nominoë serait bien mort au combat près de Vendel, et non près de Vendôme.[réf. nécessaire]
Le 1er janvier 2019, la commune fusionne avec trois autres communes pour former la commune nouvelle de Rives-du-Couesnon.

## Héraldique
| Blason de Vendel | Blason  | De gueules à trois gantelets d'argent.           |
| Blason de Vendel | Détails | Le statut officiel du blason reste à déterminer. |

## Politique et administration
| Période                                  | Période | Identité        | Étiquette | Qualité          |
| ---------------------------------------- | ------- | --------------- | --------- | ---------------- |
| 1947                                     | 1983    | Joseph Lebreton |           | Agriculteur      |
| 1983                                     | 2008    | Jean Coudray    |           | Éleveur retraité |
| 2008                                     | 2018    | Bernard Turoche | DVD       | Agriculteur      |
| Les données manquantes sont à compléter. |         |                 |           |                  |

## Démographie
En 2021, la commune comptait 406 habitants. Depuis 2004, les enquêtes de recensement dans les communes de moins de 10 000 habitants ont lieu tous les cinq ans (en 2008, 2013, 2018, etc. pour Vendel) et les chiffres de population municipale légale des autres années sont des estimations.
| 1793 | 1800 | 1806 | 1821 | 1831 | 1836 | 1841 | 1846 | 1851 |
| ---- | ---- | ---- | ---- | ---- | ---- | ---- | ---- | ---- |
| 446  | 450  | 487  | 462  | 507  | 479  | 467  | 468  | 473  |

| 1856 | 1861 | 1866 | 1872 | 1876 | 1881 | 1886 | 1891 | 1896 |
| ---- | ---- | ---- | ---- | ---- | ---- | ---- | ---- | ---- |
| 444  | 469  | 480  | 466  | 493  | 474  | 478  | 487  | 485  |

| 1901 | 1906 | 1911 | 1921 | 1926 | 1931 | 1936 | 1946 | 1954 |
| ---- | ---- | ---- | ---- | ---- | ---- | ---- | ---- | ---- |
| 481  | 475  | 531  | 390  | 376  | 357  | 369  | 319  | 327  |

| 1962 | 1968 | 1975 | 1982 | 1990 | 1999 | 2008 | 2013 | 2018 |
| ---- | ---- | ---- | ---- | ---- | ---- | ---- | ---- | ---- |
| 334  | 344  | 325  | 300  | 311  | 339  | 430  | 395  | 396  |

| 2019 | - | - | - | - | - | - | - | - |
| ---- | - | - | - | - | - | - | - | - |
| 398  | - | - | - | - | - | - | - | - |

## Lieux et monuments

Vue de la façade principale de l'église.

Vue latérale de l'église.

- Église Saint-Martin, du XIVe siècle : le retable date du XVIIe, le chœur date du XVIIIe, la nef a été prolongée au XIXe siècle[16],[17].
- Calvaire : érigé pour la mission de 1963, il est abattu par la tempête de 1999 et remonté en 2007.
- Le moulin de Blot date du XVIIe siècle.
- Vestiges de deux tombes mérovingiennes (non visibles).
- Vestiges gallo-romains (non visibles).
- Croix des Chouans, à 50 mètres de l'ancien terrain de football.
- La croix du pont du Couesnon, en direction de La Chapelle-Saint-Aubert, date de 1599.
- Manoir du Logis de Blot (XVIe siècle), avec sa porte moulurée et armoriée[18].

Lieux de promenade
- Chemin de randonnée le long du Couesnon.
- Aire de pique-nique au bord du Couesnon.

## Personnalités liées à la commune
- Henri Battais (né en  1937 à Vendel), coureur cycliste.